# Доусон, Дэвид (хореограф)
Дэ́вид До́усон (англ. David Dawson, род. 4 марта 1972, Лондон, Англия) — британский хореограф в области классического балета. Его хореографический стиль придаёт работам сдержанную экспрессивность и эмоциональность, а также символичность и законченность сюжетных произведений. В его работах тело человека в единстве с музыкой как совершенный инструмент и высшее проявление гармонии. Его работы входят в репертуары многих ведущих трупп, исполняются в более чем 25 странах мира.
Процесс создания балета «Серая зона» нашёл отражение в фильме Тимоти Каучмана «O создании The Grey Area» — Timothy Couchman: «The Grey Area — in Creation». Доусон создал Reverence для Мариинского театра, за который был удостоен Высшей национальной театральной премии России «Золотая маска» в номинации «Лучший хореограф» Архивная копия от 9 июля 2016 на Wayback Machine, и стал первым Британским хореографом, создавшим балет для этой легендарной труппы. Доусон получил Премию Чу Сан Го (Choo San Goh Award) в области хореографии за The Gentle Chapters, а также был номинирован как «Лучший хореограф» на самую высокую награду Нидерландов в области танца — Приз «Золотой лебедь» за балет 00:00. За свой Faun(e), созданный для Фестиваля Ballets Russes (Русские сезоны) Английского национального балета в театре Сэдлерс Уэллс (Sadler’s Wells) в Лондоне, был номинирован как «Лучший классический хореограф» на Национальную премию общества критиков Великобритании в области танца (UK Critics' Circle National Dance Award) и Международный балетный Приз «Бенуа де ла данс» («Benois de la danse») в области хореографии. Дэвид Доусон и его Faun(e) нашли отражение в документальном фильме британской телерадиокомпании BBC «For Art’s Sake: The Story of the Ballets Russes» («Ради искусства: История Русских сезонов»).

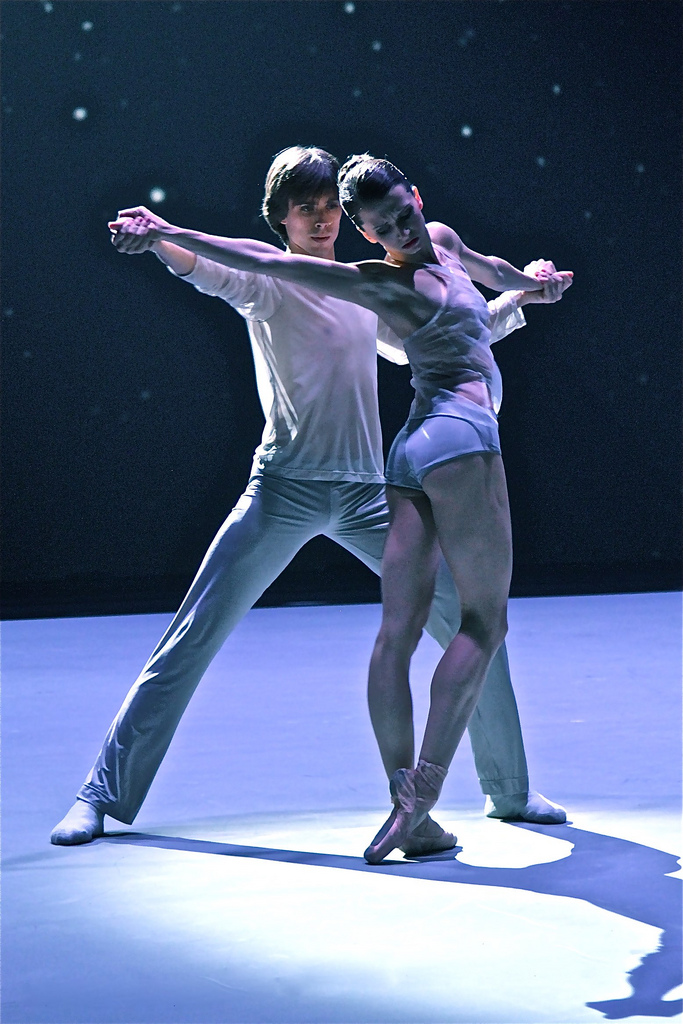
Анна Тихомирова и Артём Овчаренко в балете Дэвида Доусона «The Grey Area»

Дэвид Доусон — автор балетов по всему миру, в том числе двухактной Жизели, мировая премьера которой состоялась в театре Semperoper в Германии. Среди других работ — day4, On the Nature of Daylight, The World According to Us, Morning Ground, Das Verschwundene | The Disappeared, A Sweet Spell of Oblivion, dancingmadlybackwards и получившие отзывы timelapse/(Mnemosyne) и The Third Light.
Дэвид Доусон родился в Лондоне. Танцевать начал в возрасте 7 лет в Школе танца Роны Харт (Rona Hart School of Dance), продолжил обучение танцу и хореографии в Высшей школе искусств (Arts Educational School) и Школе Королевского балета (The Royal Ballet School). В 1991 году Доусон удостоен награды Алисии Марковой (Alicia Markova Award), затем лауреат конкурса «Приз Лозанны», в том же году ему предложили контракт в Королевском балете Бирмингема под руководством Питера Райта. Вскоре он начал исполнять партии в балетах классического репертуара, в постановках Кеннета МакМиллана, Фредерика Аштона, Питера Райта и Дэвида Бинтли. В 1992 году Доусон был номинирован как «лучший новичок сезона» журналом «Dance & Dancers» («Танец и танцовщики»). В 1994 году был принят в качестве солиста в труппу Английского Королевского балета под руководством Дерека Дина (Derek Dean), год спустя переехал в Амстердам, чтобы танцевать в труппе Голландского королевского балета под руководством Уэйна Иглинга (Wayne Eagling). Здесь Доусон продолжал танцевать в классических постановках. занялся исследованием особенностей неоклассического и современного репертуара, в частности работ Джорджа Баланчина, Руди Ван Данцига и Ханса ван Манена.
Свой первый балет Доусон создал в 1997 году, будучи танцовщиком Голландского королевского балета. Его художественный руководитель Уэйн Иглинг вдохновил его на создание работы для хореографической мастерской. Результатом этого опыта стала первая большая работа Доусона для главной труппы — балет A Million Kisses to my Skin, созданный в 2000 году. Доусон работал с ведущими хореографами по всему миру, танцевал в постановках Кеннета МакМиллана, Глена Тэтли, Твайлы Тарп, Кристофера Брюса, Уэйна Иглинга, Теда Брандсена, Мауро Бигонцетти, Ицика Галлили, Реды (Redha) и Кристофера Д’Амбуаза (Christopher D’Amboise). Затем присоединился к труппе Франкфуртского балета, где в течение двух лет работал с Уильямом Форсайтом. Закончив свою исполнительскую карьеру, посвятил себя работе хореографа.
С 2004-2012 г.г. является резидент-хореографом Голландского национального балета (Dutch National Ballet), Дрезденского балета Оперы Земпера (Dresden Semperoper Ballett) и Королевского балета Фландрии. Его балеты вошли в репертуары Бостонского балета, Марсельского национального балета, Голландского национального балета, Дрезденского балета Земпероперы, Английского национального балета, Финского национального балета, Венгерского национального балета, Норвежского национального балета, балета Мариинского театра, Тихоокеанского Северо-Западного балета (Pacific Northwest Ballet), Королевского балета Фландрии, Королевского балета Новой Зеландии, Шведского королевского балета, Сингапурского театра танца (Singapore Dance Theatre), балета Западной Австралии (West Australian Ballet), балета Аалто театра в Эссене (Aalto Ballet Theatre Essen), Словенского национального балета. (Slovenian National Ballet), Тулузского балета дю Капитоль (Ballet du Capitole), балета Венской государственной оперы.
15 июня 2013 года в Голландском национальном балете в рамках Голландского фестиваля прошла премьера его новой работы на специально сочиненную для этого музыку Шимона Бжоски, а 10 июля 2013 года в Опере Земпера в Германии представил свою новую постановку на музыку Грега Хейнса — Opus.11.

## Признание и награды
- 1991 — лауреат балетного конкурса «Приз Лозанны».
- 1991 — приз Алисии Марковой.
- 1992 — номинация «Открытие года» журнала Dance & Dancers, Великобритания.
- 2003 — приз «Бенуа танца» в номинации «Лучший хореограф», за балет «Серая зона».
- 2003 — номинация на национальный приз Нидерландов «Золотой лебедь» в категории «Лучшая постановка», за балет «00:00».
- 2005 — номинация на приз Общества британских танцевальных критиков в категории «Лучший классический хореограф», за балет «Серая зона».
- 2006 — театральная премия «Золотая маска» в номинации «Лучшая работа хореографа», за балет Reverence[2].
- 2006 — премия Чу Сан Го за постановку The Gentle Chapters[3].
- 2010 — номинация на приз «Бенуа танца» в категории «Лучший хореограф», за балет Faun(e).
- 2010 — номинация на приз Общества британских танцевальных критиков в категории «Лучший классический хореограф», за балет Faun(e)[4].
- 2013 — номинация на национальный приз Нидерландов «Золотой лебедь» в категории «Самая впечатляющая постановка»,  за балет «Увертюра»[5].
- 2015 — номинация на приз Общества британских танцевальных критиков в категории «Лучший классический хореограф» 2014 года, за балет The Human Seasons, Королевский балет[6][7].